# Harry Hall (cầu thủ bóng đá, sinh năm 1893)
Harry Hall (1893 – sau 1926) là một cầu thủ bóng đá người Anh thi đấu ở Football League cho Sheffield United và Sheffield Wednesday. Ông cũng từng có thời gian ở Lincoln City và nhiều câu lạc bộ khác ở vùng Lincolnshire. Ông sinh ra ở Newark-on-Trent, Nottinghamshire.